# Constant física adimensional
Una constant física adimensional és un nombre que no té unitats físiques que el defineixin i, per tant, és un nombre pur. Els nombres adimensionals es defineixen com a productes o quocients de quantitats que sí que tenen unitats, de tal forma que totes elles s'anul·len. En funció del seu valor, aquests nombres tenen un significat físic que caracteritza determinades propietats d'alguns sistemes.

## Teorema de Pi-Buckingham
D'acord amb el teorema de Pi-Buckingham d'anàlisi dimensional, la dependència funcional entre un cert nombre de variables (n) pot ser reduïda en el nombre de dimensions independents (k) de les n variables esmentades per a resultar en un nombre de quantitats adimensionals independents (p = n - k). Així doncs, diferents sistemes són equivalents quan presenten la mateixa descripció mitjançant nombres adimensionals.

## Llista de constants físiques adimensionals
Existeix una gran quantitat de nombres adimensionals, els més emprats dels quals es presenten per ordre alfabètic en el llistat següent:
| Nom                                         | Símbol                            | Definició matemàtica | Camp d'aplicació                                                             |
| ------------------------------------------- | --------------------------------- | --- | ---------------------------------------------------------------------------- |
| Nombre d'Abbe                               | {\displaystyle V}                 | {\displaystyle V={\frac {n_{d}-1}{n_{F}-n_{C}}}}                                                                               | òptica (dispersió en materials òptics)                                       |
| Coeficient d'activitat                      | {\displaystyle \gamma _{i}}       | {\displaystyle a_{i}=\gamma _{i}\cdot x_{i}}                                                                                   | química (potencial químic)                                                   |
| Albedo                                      | {\displaystyle \alpha } (%)       | {\displaystyle \alpha ={\frac {N}{N}}_{T}}                                                                                     | climatologia, astronomia, radiometria                                        |
| Nombre d'Arquimedes                         | {\displaystyle {\rm {Ar}}}        | {\displaystyle {\rm {Ar}}={\frac {gL^{3}\rho _{\ell }(\rho -\rho _{\ell })}{\mu ^{2}}}}                                        | moviment de fluids degut a diferències de densitat                           |
| Nombre d'Arrhenius                          | {\displaystyle \alpha }           | {\displaystyle \alpha ={\frac {E_{0}}{RT}}}                                                                                    | Relació entre l'energia d'activació i l'energia tèrmica                      |
| Nombre de Bagnold                           | {\displaystyle Ba}                | {\displaystyle Ba={\frac {mD^{2}\gamma }{2\gamma _{e}\mu }}}                                                                   | flux de partícules granulades, sorra, etc.                                   |
| Nombre de Biot                              | {\displaystyle \mathrm {Bi} }     | {\displaystyle \mathrm {Bi} ={\frac {hL_{C}}{\ k_{b}}}}                                                                        | conductivitat superficial vs. volumètrica de sòlids                          |
| Nombre de Biot de la transferència de massa | {\displaystyle \mathrm {Bi} _{m}} | {\displaystyle \mathrm {Bi} _{m}={\frac {h_{m}L_{C}}{D_{AB}}}}                                                                 | conductivitat superficial vs. volumètrica de sòlids                          |
| Nombre de Bodenstein                        | {\displaystyle Bo}                | {\displaystyle Bo=Re\cdot Sc=vL/{\mathcal {D}}}                                                                                | distribució del temps de residència                                          |
| Nombre de Bond                              | {\displaystyle {\rm {Bo}}}        | {\displaystyle {\rm {Bo}}={\frac {\rho aL^{2}}{\gamma }}}                                                                      | força capil·lar deguda a la flotació                                         |
| Nombre de Brinkman                          | {\displaystyle Br}                | {\displaystyle Br={\frac {\mu u^{2}}{\ k(T_{w}-T_{0})}}}                                                                       | transferència de calor per conducció entre una superfície i un líquid viscós |
| Nombre de Brownell Katz                     | {\displaystyle }                  | {\displaystyle } | combinació del nombre de capil·laritat i el nombre de Bond                   |
| Nombre de capil·laritat                     | {\displaystyle {\text{Ca}}}       | {\displaystyle {\text{Ca}}\ {\stackrel {\mathrm {def} }{=}}\ {\frac {\mu V}{\gamma }}}                                         | flux degut a la tensió superficial                                           |
| Nombre de Courant-Friedrich-Levy            | {\displaystyle C}                 | {\displaystyle C={\frac {\Delta \,t}{\Delta \,x/u}}}                                                                           | resolució numèrica d'equacions diferencials                                  |
| Nombre de Damköhler                         | {\displaystyle }                  | {\displaystyle } | escala de temps d'una reacció química vs. el fenomen de transport            |
| Nombre de Dean                              | {\displaystyle {\text{De}}}       | {\displaystyle {\text{De}}={\frac {\rho VD}{\mu }}\left({\frac {D}{2R}}\right)^{1/2}}                                          | vòrtexs en canonades corbades                                                |
| Nombre de Deborah                           | {\displaystyle De}                | {\displaystyle De={\frac {t_{\mathrm {c} }}{t_{\mathrm {p} }}}}                                                                | reologia dels fluids viscoelàstics                                           |
| Nombre d'Eckert                             | {\displaystyle {\mathit {Ec}}}    | {\displaystyle {\mathit {Ec}}={\frac {V^{2}}{c_{p}\Delta T}}}                                                                  | transferència de calor per convecció                                         |
| Nombre d'Ekman                              | {\displaystyle Ek}                | {\displaystyle Ek={\frac {\nu }{2D^{2}\Omega \sin \varphi }}}                                                                  | geofísica (forces de fregament per viscositat)                               |
| Nombre d'Eötvös                             | {\displaystyle \mathrm {Eo} }     | {\displaystyle \mathrm {Eo} ={\frac {\Delta \rho \,g\,L^{2}}{\sigma }}}                                                        | determinació de la forma de la bombolla/gota                                 |
| Nombre d'Euler                              | {\displaystyle {\mathit {Eu}}}    | {\displaystyle {\mathit {Eu}}={\frac {p(\mathrm {upstream} )-p(\mathrm {downstream} )}{{\frac {1}{2}}\rho V^{2}}}}             | hidrodinàmica (forces de pressió vs. forces inercials)                       |
| Nombre de Foppl–von Karman                  | {\displaystyle }                  | {\displaystyle } | vinclament de capa fina                                                      |
| Nombre de Fourier                           | {\displaystyle \tau }             | {\displaystyle \tau ={\alpha t \over L^{2}}}                                                                                   | transferència de calor                                                       |
| Nombre de Fresnel                           | {\displaystyle F}                 | {\displaystyle F={\frac {a^{2}}{L\lambda }}}                                                                                   | difracció                                                                    |
| Nombre de Froude                            | {\displaystyle {\mathit {Fr}}}    | {\displaystyle {\mathit {Fr}}={\frac {v^{2}}{gl}}}                                                                             | forces inercials vs. forces gravitacionals en fluids                         |
| Nombre de Galilei                           | {\displaystyle Ga}                | {\displaystyle Ga={\frac {g\cdot L^{3}}{\nu ^{2}}}}                                                                            | flux viscós degut a la gravetat                                              |
| Nombre de Graetz                            | {\displaystyle \mathrm {Gz} }     | {\displaystyle \mathrm {Gz} ={D_{H} \over L}\mathrm {Re} \mathrm {Pr} }                                                        | flux de calor                                                                |
| Nombre de Grashof                           | {\displaystyle Gr}                | {\displaystyle Gr={\frac {g\beta (T_{s}-T_{\infty })L^{3}}{\nu ^{2}}}\,}                                                       | convecció natural                                                            |
| Nombre de Hagen                             | {\displaystyle {\mathit {Hg}}}    | {\displaystyle {\mathit {Hg}}=-{\frac {1}{\rho }}{\frac {\mathrm {d} p}{\mathrm {d} x}}{\frac {L^{3}}{\nu ^{2}}}}              | convecció forçada                                                            |
| Nombre de Karlovitz                         | {\displaystyle }                  | {\displaystyle } | combustió turbulenta                                                         |
| Nombre de Knudsen                           | {\displaystyle {\mathit {Kn}}}    | {\displaystyle {\mathit {Kn}}={\frac {\lambda }{L}}}                                                                           | aproximació del continu en fluids                                            |
| Nombre de Laplace                           | {\displaystyle La}                | {\displaystyle La=Su={\frac {\sigma \rho L}{\mu ^{2}}}\,}                                                                      | convecció natural en fluids amb mesclabilitat                                |
| Nombre de Lewis                             | {\displaystyle {\mathit {Le}}}    | {\displaystyle {\mathit {Le}}={\frac {\mathit {Sc}}{\mathit {Pr}}}}                                                            | difusió molecular vs. difusió tèrmica                                        |
| Nombre de Mach                              | {\displaystyle M}                 | {\displaystyle M={\frac {V}{V_{s}}}}                                                                                           | dinàmica dels gasos (velocitat del gas vs. velocitat del so)                 |
| Nombre de Reynolds magnètic                 | {\displaystyle R_{m}}             | {\displaystyle R_{m}={\frac {UL}{\eta }}}                                                                                      | magnetohidrodinàmica                                                         |
| Nombre de Marangoni                         | {\displaystyle \mathrm {Mg} }     | {\displaystyle \mathrm {Mg} =-{\frac {d\sigma }{dT}}{\frac {1}{\eta \alpha }}\cdot L\cdot \Delta T}                            | Flux de Marangoni                                                            |
| Nombre de Morton                            | {\displaystyle {\mathit {Mo}}}    | {\displaystyle {\mathit {Mo}}={\frac {g\mu _{c}^{4}\,\Delta \rho }{\rho _{c}^{2}\sigma ^{3}}},}                                | determinació de la forma de la bombolla/gota                                 |
| Nombre de Nusselt                           | {\displaystyle Nu}                | {\displaystyle Nu_{L}={\frac {hL}{k_{f}}}}                                                                                     | transferència de calor amb convecció forçada                                 |
| Nombre d'Ohnesorge                          | {\displaystyle Oh}                | {\displaystyle Oh={\frac {\mu }{\sqrt {\rho \sigma L}}}={\frac {\sqrt {We}}{Re}}={\frac {1}{\sqrt {La}}}}                      | atomització de líquids, flux de Marangoni                                    |
| Nombre de Péclet                            | {\displaystyle \mathrm {Pe} _{L}} | {\displaystyle \mathrm {Pe} _{L}={\frac {LV}{\alpha }}=\mathrm {Re} _{L}\cdot \mathrm {Pr} }                                   | problemes d'advecció-difusió                                                 |
| Nombre de Peel                              | {\displaystyle }                  | {\displaystyle } | adhesió de microestructures sobre substrats                                  |
| Nombre de Prandtl                           | {\displaystyle {\mbox{Pr}}}       | {\displaystyle {\mbox{Pr}}={\frac {\nu }{\alpha }}={\frac {C_{p}\mu }{k}}}                                                     | convecció forçada i natural                                                  |
| Nombre de Rayleigh                          | {\displaystyle \mathrm {Ra} _{x}} | {\displaystyle \mathrm {Ra} _{x}=\mathrm {Gr} _{x}\mathrm {Pr} ={\frac {g\beta }{\nu \alpha }}(T_{s}-T_{\infty })x^{3}}        | forces de flotació i viscoses en la convecció natural                        |
| Nombre de Reynolds                          | {\displaystyle {\mathit {Re}}}    | {\displaystyle {\mathit {Re}}={\rho v_{s}D \over \mu }={v_{s}D \over \nu }\;.}                                                 | forces inercials vs. forces viscoses en fluids                               |
| Nombre de Richardson                        | {\displaystyle Ri}                | {\displaystyle Ri={gh \over u^{2}}}                                                                                            | efecte de la flotació en l'estabilitat dels fluxos                           |
| Nombre de Rossby                            | {\displaystyle Ro}                | {\displaystyle Ro={\frac {U}{Lf}}}                                                                                             | forces inercials en la geofísica                                             |
| Nombre de Schmidt                           | {\displaystyle {\mathit {Sc}}}    | {\displaystyle {\mathit {Sc}}={\frac {\nu }{D}}}                                                                               | dinàmica de fluids (transferència de massa i difusió)                        |
| Nombre de Sherwood                          | {\displaystyle Sh}                | {\displaystyle Sh={\frac {K_{c}L}{\mathcal {D}}}}                                                                              | transferència de massa i convecció forçada                                   |
| Nombre de Sommerfeld                        | {\displaystyle S}                 | {\displaystyle S=\left({\frac {r}{c}}\right)^{2}{\frac {\mu N}{P}}}                                                            | lubricació d'arestes                                                         |
| Nombre de Stanton                           | {\displaystyle {\mathit {St}}}    | {\displaystyle {\mathit {St}}={\frac {h}{c_{p}\cdot \rho \cdot V}}={\frac {\mathit {Nu}}{{\mathit {Re}}\cdot {\mathit {Pr}}}}} | transferència de calor amb convecció forçada                                 |
| Nombre de Stefan                            | {\displaystyle Ste}               | {\displaystyle Ste={\frac {C_{p}\Delta T}{L}}}                                                                                 | transferència de calor durant canvis de fase                                 |
| Nombre de Stokes                            | {\displaystyle Stk}               | {\displaystyle Stk={\frac {\tau \,U_{o}}{d_{c}}}}                                                                              | dinàmica de la partícula                                                     |
| Nombre de Strouhal                          | {\displaystyle St}                | {\displaystyle St={\frac {\omega L}{U}}\,}                                                                                     | fluxos continus i polsants                                                   |
| Nombre de Taylor                            | {\displaystyle \mathrm {Ta} }     | {\displaystyle \mathrm {Ta} ={\frac {4\Omega ^{2}R^{4}}{\nu ^{2}}}}                                                            | fluxos rotacionals                                                           |
| Nombre de Weber                             | {\displaystyle {\mathit {We}}}    | {\displaystyle {\mathit {We}}={\frac {\rho v^{2}l}{\sigma }}}                                                                  | fluxos multifàsics sobre superfícies corbes                                  |
| Nombre de Weissenberg                       | {\displaystyle {\mathit {We}}}    | {\displaystyle {\mathit {We}}}                                                                                                 | fluxos viscoelàstics                                                         |
| Nombre de Womersley                         | {\displaystyle \alpha }           | {\displaystyle \alpha =R\left({\frac {\omega }{\nu }}\right)^{1/2}\ =R\left({\frac {\omega \rho }{\mu }}\right)^{1/2}\,}       | fluxos continus i polsants                                                   |
| Pes atòmic                                  | {\displaystyle M}                 | {\displaystyle M=Z+n} | química i física de partícules                                               |
| Índex de refracció                          | {\displaystyle n}                 | {\displaystyle n={\frac {c}{v}}}                                                                                               | òptica                                                                       |